# Longnan (sockenhuvudort i Kina, Zhejiang Sheng, lat 27,93, long 119,29)
Longnan (kinesiska: 蛟垟, 龙南乡) är en sockenhuvudort i Kina. Den ligger i provinsen Zhejiang, i den östra delen av landet, omkring 270 kilometer söder om provinshuvudstaden Hangzhou. Antalet invånare är 6 475. Befolkningen består av 3 078 kvinnor och 3 397 män. Barn under 15 år utgör 13,0 %, vuxna 15-64 år 65 %, och äldre över 65 år 21,0 %.
Runt Longnan är det ganska tätbefolkat, med 78 invånare per kvadratkilometer. Närmaste större samhälle är Anren, 14,7 km norr om Longnan. I omgivningarna runt Longnan växer i huvudsak blandskog.
Genomsnittlig årsnederbörd är 2 342 millimeter. Den regnigaste månaden är juni, med i genomsnitt 422 mm nederbörd, och den torraste är oktober, med 61 mm nederbörd.